# Acanthoscelides macrophthalmus
Acanthoscelides macrophthalmus är en skalbaggsart som först beskrevs av Schaeffer 1907.  Acanthoscelides macrophthalmus ingår i släktet Acanthoscelides och familjen bladbaggar. Inga underarter finns listade i Catalogue of Life.